# 동산중학교 (인천)
동산중학교(東山中學校)는 대한민국 인천광역시 동구 송림동에 있는 사립 중학교이다.

## 학교 연혁
- 1938년 7월 14일 : 인천상업 강습회 인가(경기도지사)
- 1939년 2월 24일 : 인천상업전수학교로 개편인가(3년제 6학급 편성)
- 1939년 4월 1일 : 개교식 거행(120명 입학)
- 1941년 4월 1일 : 재단법인 인천상업학원 설립, 설립자 최승우 초대 이사장 취임
- 1941년 11월 21일 : 인천시 동구 송림동 97번지 소재 신교사(6교실) 낙성과 동시에 이전함
- 1942년 3월 7일 : 제1회 졸업식 거행(109명 졸업)
- 1944년 5월 5일 : 인천공업전수학교로 개편인가
- 1944년 5월 16일 : 재단법인 인천실업학원 설립허가(조선총독)
- 1945년 8월 15일 : 해방과 동시에 인문중학과정으로 개편
- 1946년 6월 11일 : 동산중학교로 교명변경인가(미군정청 문교부장) (6년제 12학급 편성)
- 1951년 8월 31일 : 교육법 일부 개정에 의하여 동산중,고등학교로 개편인가
- 1951년 8월 31일 : 동산중학교 3년제 9학급 450명, 동산고등학교 3년제 6학급 300명
- 2008년 7월 14일 : 개교 70주년 기념식 거행
- 2021년 3월 1일 : 제14대 황규수 교장 취임
- 2024년 2월 7일 : 제76회 졸업생 배출

## 참고 자료
- 동산중학교 - 한국교육학술정보원 학교알리미